# Tropiduridae

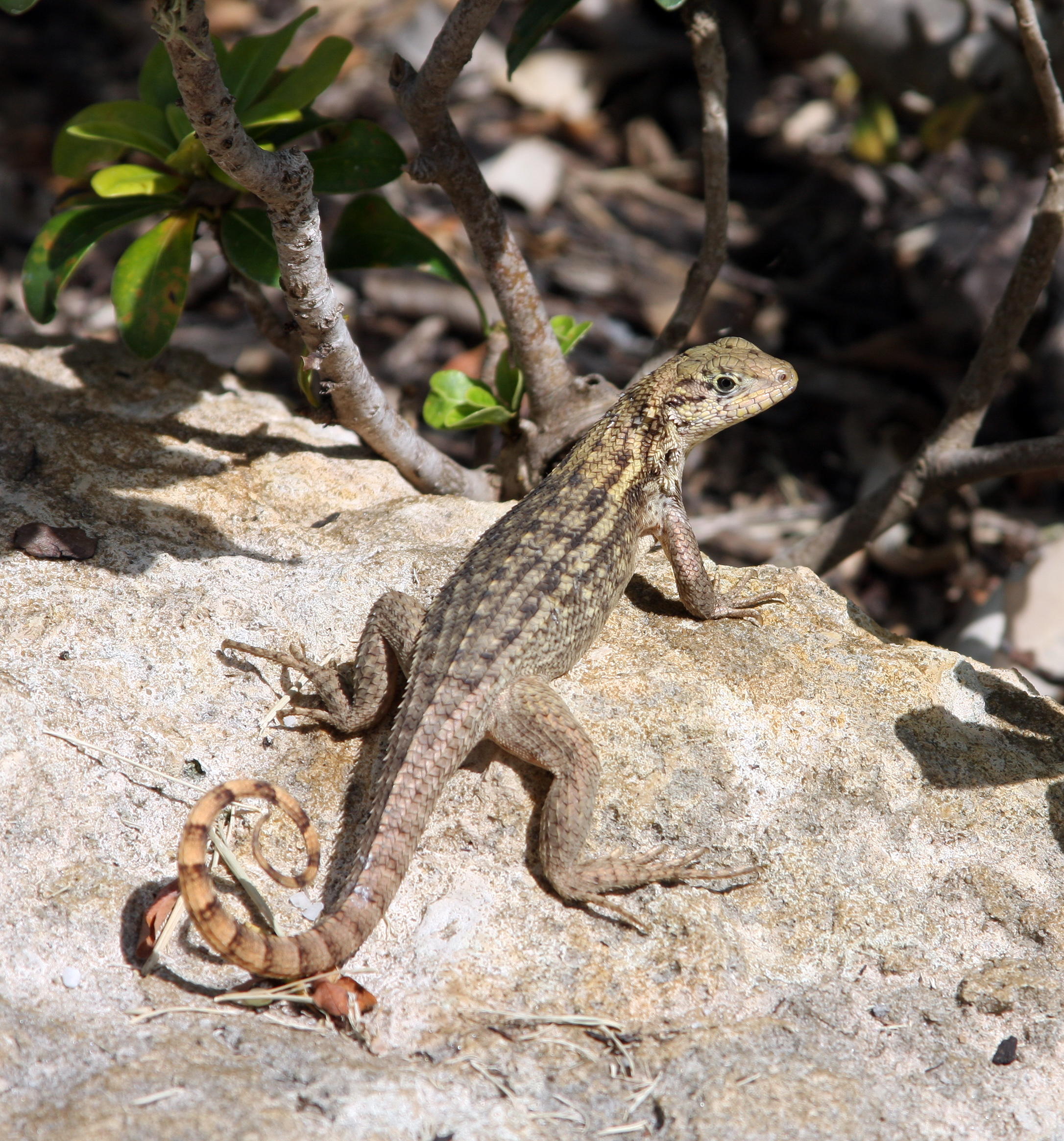
Leiocephalus carinatus

A Tropiduridae a hüllők (Reptilia) osztályába a  pikkelyes hüllők (Squamata) rendjébe és a leguánalakúak (Iguania) alrendjébe tartozó család.
A családba tartozó nemek és fajok besorolása és száma, a különböző rendszerezésekben különbözik.

## Rendszerezés
A családba az alábbi alcsaládok, nemek és fajok tartoznak:

### Leiocephalinae
A Leiocephalinae alcsaládba egyes rendszerekben önálló család Leiocephalidae néven
- Leiocephalus  (Gray, 1827) – 28 faj
  - Leiocephalus anonymous
  - Leiocephalus apertosulcus
  - Leiocephalus barahonensis
  - pörgefarkú leguán (Leiocephalus carinatus)
  - Leiocephalus cubensis
  - Leiocephalus cuneus
  - Leiocephalus endomychus
  - Leiocephalus eremitus – kihalt
  - Leiocephalus etheridgei
  - Leiocephalus greenwayi
  - Leiocephalus herminieri – kihalt
  - Leiocephalus inaguae
  - Leiocephalus jamaicensis
  - Leiocephalus loxogrammus
  - Leiocephalus lunatus
  - Leiocephalus macropus
  - Leiocephalus melanochlorus
  - Leiocephalus onaneyi
  - haiti pörgefarkú leguán (Leiocephalus personatus)
  - Leiocephalus pratensis
  - Leiocephalus psammodromus
  - Leiocephalus punctatus
  - Leiocephalus raviceps
  - Leiocephalus rhutidira
  - Leiocephalus schreibersii
  - Leiocephalus semilineatus
  - Leiocephalus stictigaster
  - Leiocephalus vinculum

### Liolaeminae
A Liolaeminae alcsaládot egyes rendszerek Liolaemidae önálló családba sorolják
- Liolaemus  (Wiegmann, 1834) – 159 faj 
  - Liolaemus abaucan
  - Liolaemus albiceps
  - Liolaemus alticolor
  - Liolaemus andinus
  - Liolaemus anomalus
  - Liolaemus arambarensis
  - Liolaemus archeforus
  - Liolaemus atacamensis
  - Liolaemus audituvelatus
  - Liolaemus austromendocinus
  - Liolaemus baguali
  - Liolaemus bellii
  - Liolaemus bibronii
  - Liolaemus bisignatus
  - Liolaemus bitaeniatus
  - Liolaemus boulengeri
  - Liolaemus buergeri
  - Liolaemus calchaqui
  - Liolaemus canqueli
  - Liolaemus capillitas
  - Liolaemus ceii
  - Liolaemus chacoensis
  - Liolaemus chiliensis
  - Liolaemus cinereus
  - Liolaemus coeruleus
  - Liolaemus confusus
  - Liolaemus constanzae
  - Liolaemus copiapensis
  - Liolaemus cranwelli
  - Liolaemus cristiani
  - Liolaemus curicensis
  - Liolaemus curis
  - Liolaemus cuyanus
  - Liolaemus cyanogaster
  - Liolaemus darwinii
  - Liolaemus dicktracy
  - Liolaemus disjunctus
  - Liolaemus donosobarrosi
  - Liolaemus dorbignyi
  - Liolaemus duellmani
  - Liolaemus eleodori
  - Liolaemus elongatus
  - Liolaemus erroneus
  - Liolaemus escarchadosi
  - Liolaemus espinozai
  - Liolaemus etheridgei
  - Liolaemus exploratorum
  - Liolaemus fabiani
  - Liolaemus famatinae
  - Liolaemus fittkaui
  - Liolaemus fitzgeraldi
  - Liolaemus fitzingerii
  - Liolaemus forsteri
  - Liolaemus foxi
  - Liolaemus fuscus
  - Liolaemus gallardoi
  - Liolaemus gracilis
  - Liolaemus gravenhorstii
  - Liolaemus griseus
  - Liolaemus grosseorum
  - Liolaemus hatcheri
  - Liolaemus heliodermis
  - Liolaemus hellmichi
  - Liolaemus hermannunezi
  - Liolaemus hernani
  - Liolaemus huacahuasicus
  - Liolaemus insolitus
  - Liolaemus irregularis
  - Liolaemus isabelae
  - Liolaemus islugensis
  - Liolaemus jamesi
  - Liolaemus josephorum
  - Liolaemus juanortizi
  - Liolaemus kingii
  - Liolaemus kolengh
  - Liolaemus koslowskyi
  - Liolaemus kriegi
  - Liolaemus kuhlmanni
  - Liolaemus laurenti
  - Liolaemus lemniscatus
  - Liolaemus leopardinus
  - Liolaemus lineomaculatus
  - Liolaemus lorenzmuelleri
  - Liolaemus lutzae
  - Liolaemus magellanicus
  - Liolaemus maldonadae
  - Liolaemus mapuche
  - Liolaemus melanogaster
  - Liolaemus melanops
  - Liolaemus montanus
  - Liolaemus monticola
  - Liolaemus multicolor
  - Liolaemus multimaculatus
  - Liolaemus nigriceps
  - Liolaemus nigromaculatus
  - Liolaemus nigroventrolateralis
  - Liolaemus nigroviridis
  - Liolaemus nitidus
  - Liolaemus occipitalis
  - Liolaemus olongasta
  - Liolaemus orientalis
  - Liolaemus ornatus
  - Liolaemus ortizii
  - Liolaemus pagaburoi
  - Liolaemus pantherinus
  - Liolaemus patriciaiturrae
  - Liolaemus paulinae
  - Liolaemus petrophilus
  - Liolaemus pictus
  - Liolaemus platei
  - Liolaemus pleopholis
  - Liolaemus polystictus
  - Liolaemus pseudoanomalus
  - Liolaemus pseudolemniscatus
  - Liolaemus puelche
  - Liolaemus pulcherrimus
  - Liolaemus quilmes
  - Liolaemus rabinoi
  - Liolaemus ramirezae
  - Liolaemus ramonensis
  - Liolaemus reichei
  - Liolaemus riojanus
  - Liolaemus robertmertensi
  - Liolaemus robustus
  - Liolaemus rosenmanni
  - Liolaemus rothi
  - Liolaemus ruibali
  - Liolaemus salinicola
  - Liolaemus sanjuanensis
  - Liolaemus sarmientoi
  - Liolaemus saxatilis
  - Liolaemus scapularis
  - Liolaemus schmidti
  - Liolaemus schroederi
  - Liolaemus signifer
  - Liolaemus silvai
  - Liolaemus silvanae
  - Liolaemus somuncurae
  - Liolaemus tacnae
  - Liolaemus tari
  - Liolaemus telsen
  - Liolaemus tenuis
  - Liolaemus thermarum
  - Liolaemus thomasi
  - Liolaemus tregenzai
  - Liolaemus tristis
  - Liolaemus umbrifer
  - Liolaemus uspallatensis
  - Liolaemus valdesianus
  - Liolaemus vallecurensis
  - Liolaemus variegatus
  - Liolaemus velosoi
  - Liolaemus walkeri
  - Liolaemus wiegmannii
  - Liolaemus williamsi
  - Liolaemus xanthoviridis
  - Liolaemus yanalcu
  - Liolaemus zapallarensis
  - Liolaemus zullyi

- Ctenoblepharys – 1 faj
  - Ctenoblepharys adspersa

- Phymaturus – 10 faj
  - Phymaturus antofagastensis
  - Phymaturus indistinctus
  - Phymaturus mallimaccii
  - Phymaturus nevadoi
  - Phymaturus palluma
  - Phymaturus patagonicus
  - Phymaturus payunae
  - Phymaturus punae
  - Phymaturus somuncurensis
  - Phymaturus zapalensis

### Tropidurinae
A Tropidurinae alcsaládba
- Microlophus – 20 faj

- Plesiomicrolophus

- Plica – 3 faj
  - Plica lumaria
  - falakó kövileguán (Plica plica)
  - sötét kövileguán (Plica umbra)

- Stenocercus  (Duméril & Bibron, 1837) – 56 faj
  - Stenocercus aculeatus
  - Stenocercus angel
  - Stenocercus apurimacus
  - Stenocercus azureus
  - Stenocercus boettgeri
  - Stenocercus bolivarensis
  - Stenocercus caducus
  - Stenocercus carrioni
  - Stenocercus chlorostictus
  - Stenocercus chota
  - Stenocercus chrysopygus
  - Stenocercus crassicaudatus
  - Stenocercus cupreus
  - Stenocercus doellojuradoi
  - Stenocercus dumerilii
  - Stenocercus empetrus
  - Stenocercus erythrogaster
  - Stenocercus eunetopsis
  - Stenocercus festae
  - Stenocercus fimbriatus
  - Stenocercus formosus
  - Stenocercus frittsi
  - Stenocercus guentheri
  - Stenocercus haenschi
  - Stenocercus huancabambae
  - Stenocercus humeralis
  - Stenocercus imitator
  - Stenocercus iridescens
  - Stenocercus ivitus
  - Stenocercus lache
  - Stenocercus latebrosus
  - Stenocercus limitaris
  - Stenocercus marmoratus
  - Stenocercus melanopygus
  - Stenocercus nigromaculatus
  - Stenocercus nubicola
  - Stenocercus ochoai
  - Stenocercus orientalis
  - Stenocercus ornatissimus
  - Stenocercus ornatus
  - Stenocercus pectinatus
  - Stenocercus percultus
  - Stenocercus praeornatus
  - Stenocercus prionotus
  - Stenocercus puyango
  - Stenocercus rhodomelas
  - Stenocercus roseiventris
  - Stenocercus scapularis
  - Stenocercus simonsii
  - Stenocercus sinesaccus
  - Stenocercus stigmosus
  - Stenocercus torquatus
  - Stenocercus trachycephalus
  - Stenocercus tricristatus
  - Stenocercus varius

- Uracentron – 2 faj
  - Uracentron azureum
  - Uracentron flaviceps

- Uranoscodon – 1 faj

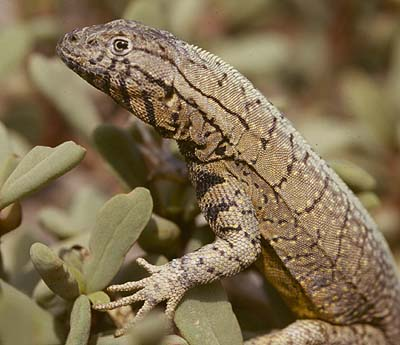
Microlophus peruvianus

  - vízi leguán (Uranoscodon superciliosus)

- Tropidurus  (Wied-Neuwied, 1824) – 25 faj
  - Tropidurus arenarius
  - Tropidurus bogerti
  - Tropidurus callathelys
  - Tropidurus catalanensis
  - Tropidurus chromatops
  - Tropidurus cocorobensis
  - Tropidurus erythrocephalus
  - Tropidurus etheridgei
  - Tropidurus guarani
  - Tropidurus helenae
  - galléros kövileguán (Tropidurus hispidus)
  - Tropidurus hygomi
  - Tropidurus insulanus
  - Tropidurus itambere
  - Tropidurus melanopleurus
  - Tropidurus montanus
  - Tropidurus mucujensis
  - hegyi kövileguán (Tropidurus oreadicus)
  - Tropidurus panstictus
  - Tropidurus pinima
  - Tropidurus psammonastes
  - Tropidurus semitaeniatus
  - Tropidurus spinulosus
  - Tropidurus torquatus
  - Tropidurus xanthochilus